# Lophiosphaera velata
Lophiosphaera velata är en svampart som först beskrevs av Ellis & Everh., och fick sitt nu gällande namn av M.L. Lohman 1934. Lophiosphaera velata ingår i släktet Lophiosphaera och familjen Lophiostomataceae.   Inga underarter finns listade i Catalogue of Life.